# Sai On
Sai On (蔡 温)(1682–1761), aussi connu sous le nom Gushi-chan Bunjaku (具志頭 文若, littéralement « Bunjaku », chef de Gushikawa) est un fonctionnaire érudit du royaume de Ryūkyū, régent, instructeur et conseiller du roi Shō Kei. 
Il est réputé pour les nombreuses réformes qu'il a engagées et supervisées, ainsi que dans le développement du confucianisme dans le royaume. Il figure parmi les personnalités les plus célèbres de l'histoire d'Okinawa.

## Biographie
Sai On naît à Kume, village de l'importante ville portuaire de Naha qui sert de centre principal de l'enseignement classique chinois à Okinawa et origine de la grande majorité des fonctionnaires érudits qui ont été élevés pour servir dans l'administration du royaume. Son père était également fonctionnaire érudit de Kume, éduqué dans la connaissance des classiques confucéens et ayant servi au cours de plusieurs missions tribut en Chine. À l'âge de 27 ans, Sai On se rend à Guangzhou où il étudie l'économie, la géographie et l'administration politique à côté des plus traditionnels classiques chinois,.
À son retour de Chine, Sai On est désigné instructeur pour le prince héritier; lors de l'accession du prince sur le trône en tant que roi Shō Kei en 1713, Sai On est élevé en position et en pouvoir et dirige la mission d'investiture en Chine en 1716. En 1728, il devient membre du sanshikan, le Conseil des trois principaux conseillers royaux. Bien que Sai On n'est pas de sang royal et ne peut donc être nommé sessei (poste que l'historien George Kerr traduit comme « premier ministre »), des réorganisations sont entreprises au sein du gouvernement qui accordent à Sai On une autorité et des pouvoirs élargis. Sous sa direction, un certain nombre de réformes agraires sont mises en œuvre, dont la remise en état des terres pour l'agriculture, la réinstallation et l'établissement de colonies de peuplement, l'irrigation, la lutte contre les inondations et la plantation d'arbres. Dans une série de réformes très similaires à celles mises en œuvre au Japon à la même époque, de strictes limitations sont imposées aux agriculteurs qui se déplacent vers les villes et au nombre d'emplois d'artisanat, tels que le travail du bois et de la métallurgie, auxquels les agriculteurs sont autorisés à s'adonner. Ainsi la production agricole est-elle intensifiée et rendue plus efficace tandis que les artisans sont concentrés dans les villes jumelles de Naha et Shuri. En quelques années après le début de la mise en œuvre des réformes économiques et des projets de construction, de remise en état et d'économies de Sai On, la production du royaume est plus importante que jamais.
Par ailleurs, aux anji, seigneurs héréditaires de territoires à travers le royaume, sont donnés des allocations du gouvernement sous la forme de riz à compter de 1723. Cela les lie plus étroitement au gouvernement central et d'autre part, sauvegarde dans une certaine mesure leur bien-être économique car ils n'ont plus besoin de compter uniquement sur l'héritage de leur richesse relative. Les aristocrates sont également encouragés à devenir artisans, sans perte de rang ou de statut à la cour et en 1734, les impôts sur les artisans dans les villes sont éliminés, encourageant davantage une expansion de la production artisanale. En outre, diverses formes de reconnaissance officielle du gouvernement pour les artisans, artistes et interprètes exemplaires sont introduites.

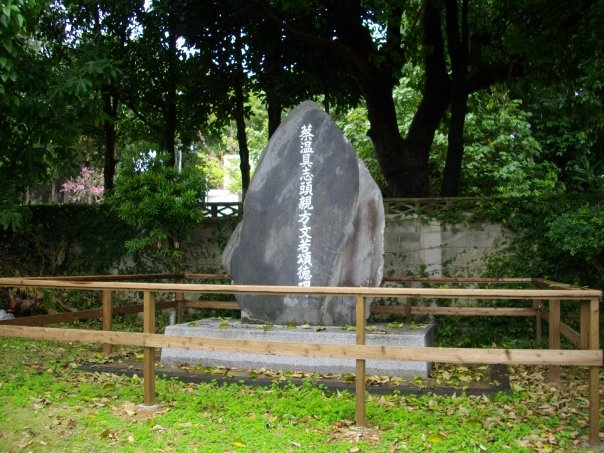
Stèle consacrée à Sai On, au temple confucéen Shiseibyō à Naha.

La demande d'Okinawa pour le bois dépasse la capacité des forêts à se renouveler d'elles-mêmes naturellement et la combinaison de la déforestation et d'une météo pluvieuse en plus de la récurrence des saisons de typhons, conduisent à une érosion intense et à des glissements de terrain. Sai On est particulièrement connu pour les efforts de conservation forestières et pédologiques entrepris sous sa direction afin de lutter contre ces problèmes. Des arbres et des sections de forêt particuliers dans les îles sont encore aujourd'hui appelés　« pins Sai On » (蔡温松, Sai On matsu; 蔡温並木, Sai On namiki), et ses essais relatifs à la foresterie et à l'entretien sont restés si appréciés que l'Administration civile des îles Ryūkyū par les États-Unis d'après-guerre les a traduits, publiés et distribués à l'étranger en 1952. En plus de ces essais, Sai On a produit un certain nombre d'autres documents dont un manuel pour les responsables administratifs dans les provinces intitulé Yomui-kan et Ryokōnin Kokoroe (旅行人心得), ou « Conseils aux voyageurs », guide pour les habitants d'Okinawa à l'étranger en vue d'aider les Chinois à comprendre la relation entre Okinawa et le han japonais de Satsuma.
Une faction gouvernementale s'élève contre Sai On en 1734, l'accusant d'être trop pro-chinois, emmenée par une paire de fonctionnaires-érudits, Heshikiya Chōbin et Tomoyose Anjō. Avant qu'un quelconque complot contre Sai On soit mis en œuvre, cependant, Chōbin et quatorze autres sont arrêtés et exécutés.
Sai On quitte son poste ministériel en 1752, l'année suivant la mort de Shō Kei, mais reste influent jusqu'à la fin de sa vie à l'âge de 79 ans en 1761.

## Source de la traduction
- (en) Cet article est partiellement ou en totalité issu de l’article de Wikipédia en anglais intitulé « Sai On » (voir la liste des auteurs).
- (en) George H. Kerr, Okinawa : the History of an Island People, Boston, Tuttle Publishing, 2000